# Реполка
Реполка — деревня в Рабитицком сельском поселении Волосовского муниципального района Ленинградской области.

## История
Территория, где сейчас находится деревня Реполка в XVI веке входила в Покровский Озеретцкий погост Водской пятины.
На карте Ингерманландии А. И. Бергенгейма, составленной по шведским материалам 1676 года, она обозначена как деревня Pernosna.
На шведской «Генеральной карте провинции Ингерманландии» 1704 года, также как Pernosna.
Затем как безымянная деревня она обозначена на «Географическом чертеже Ижорской земли» Адриана Шонбека 1705 года.

РЕПОЛКА — деревня принадлежит ведомству С.Петербургского окружного управления, число жителей по ревизии: 66 м. п., 68 ж. п. (1838 год)

Согласно карте Ф. Ф. Шуберта в 1844 году деревня называлась Реполова.

РЕПОЛКА — деревня Ведомства государственного имущества, по просёлочной дороге, число дворов — 18, число душ — 49 м. п. (1856 год)

В 1862 году месторасположение деревни указано как «по проселочной дороге из селения Ящеры (на границе Лужского уезда, на Варшавском тракте), к границе Ямбургского уезда». «Реполка — деревня казённая, при речке Реполке, в 62 верстах от Царского Села, в 22 от становой квартиры.» В ней было 25 дворов с 61 мужчиной и 70 женщинами.

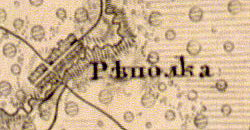
Деревня Реполка на карте 1863 года

В конце XIX — начале XX века деревня входила в Селищенское сельское общество Сосницкой волости, 3-й земский участок, 2-го стана Царскосельского уезда.
Деревни Реполка и Селище входили в приход Петропавловской православной церкви в Грызове.
С 1917 по 1922 год деревня Реполка входила в состав Репольского сельсовета Сосницкой волости Детскосельского уезда.
С 1922 года в составе Сосницкого сельсовета.
С 1923 года в составе Троцкого уезда.
С 1924 года вновь в составе Репольского сельсовета.
Согласно данным переписи населения СССР 1926 года в деревне Реполка проживали 311 человек — все русские.
С 1927 года в составе Волосовского района.
С 1928 года вновь в составе Сосницкого сельсовета.
По данным 1933 года деревня Реполка входила в состав Сосницкого сельсовета Волосовского района.

Деревня Реполка на карте 1934 года

Согласно топографической карте РККА 1934 года деревня насчитывала 19 дворов.
Деревня была освобождена от немецко-фашистских оккупантов 28 января 1944 года.
С 1963 года в составе Кингисеппского района.
С 1965 года вновь в составе Волосовского района. В 1965 году население деревни Реполка составляло 825 человек.
По данным 1966 и 1973 годов деревня Реполка также находилась в составе Сосницкого сельсовета.
По данным 1990 года деревня Реполка входила в состав Изварского сельсовета.
В 1997 году в деревне проживали 609 человек, в 2002 году — 465 человек (русские — 93 %), в 2007 году — 539.
В мае 2019 года Изварское сельское поселение вошло в состав в Рабитицкого сельского поселения.

## География
Деревня находится в юго-восточной части района на автодороге 41К-013 (Жабино — Вересть).
Расстояние до административного центра поселения — 11 км.
Расстояние до ближайшей железнодорожной станции Волосово — 25 км.
Через деревню протекает река Реполка.

## Демография
| 1862 | 2002 | 2007 | 2010 | 2017 |
| ---- | ---- | ---- | ---- | ---- |
| 131  | ↗465 | ↗539 | ↗611 | ↘502 |

### Национальный состав
Согласно данным Всероссийской переписи населения 2021 года в деревне проживали 527 человек, из них:
 русские — 483, узбеки — 16, таджики — 7, украинцы — 5, белорусы — 3, финны — 2, казахи — 1, коми — 1, татары — 1, удмурты — 1, другие национальности — 3 человека, остальные национальность не указали.

## Транспорт
Осуществляется автобусное сообщение пригородным маршрутом № 34 Волосово — Реполка.
Деревня Реполка — начальный пункт существовавшей в 1944—2011 гг. Репольской узкоколейной железной дороги.

## Улицы
Большая, Дачная, Железнодорожная, Заречная, Клубная, Лесная, Новая.